# Енні Кроуфорд
Енні Кроуфорд (англ. Annie Crawford, повне ім'я Annie Isabel Crawford; 1856–1942) — американська художниця та гравер.

## Життєпис
Народилася 3 листопада 1856 року у місті Буффало штату Нью-Йорк (США).
Мистецтву навчалася в Академії образотворчих мистецтв Буффало (Buffalo Fine Arts Academy, нині це Художня галерея Олбрайт-Нокс), а потім поїхала до Європи, щоб навчатися в Римі та Парижі.
У Європі познайомилася з Шарлоттою Каан (Charlotte «Emma» Wharton Kaan), яка приєдналася до Енні в Буффало, де пара жила разом і співпрацювала в мистецьких проєктах, включаючи викладання. Вони разом створили унікальну форму рельєфного друку, в якому поєднувалися гравюра на дереві та ручне забарвлення. Також Енні та Шарлотта були пов'язані з рухом мистецтв і ремесел.
Енні Кроуфорд була членом Товариства мистецтв та ремесел Бостона. Свої роботи виставляла в Клубі 20-го століття, Академії образотворчих мистецтв Буффало (Buffalo Fine Arts Academy та Національної академії дизайну.
Померла 18 лютого 1942 року у Буффало на 86-му році життя.